# Batería de litio

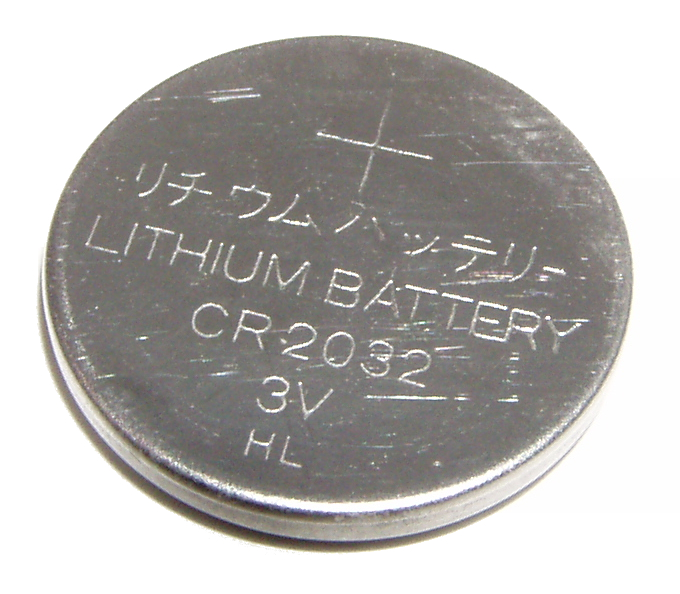
Pila de botón CR2032

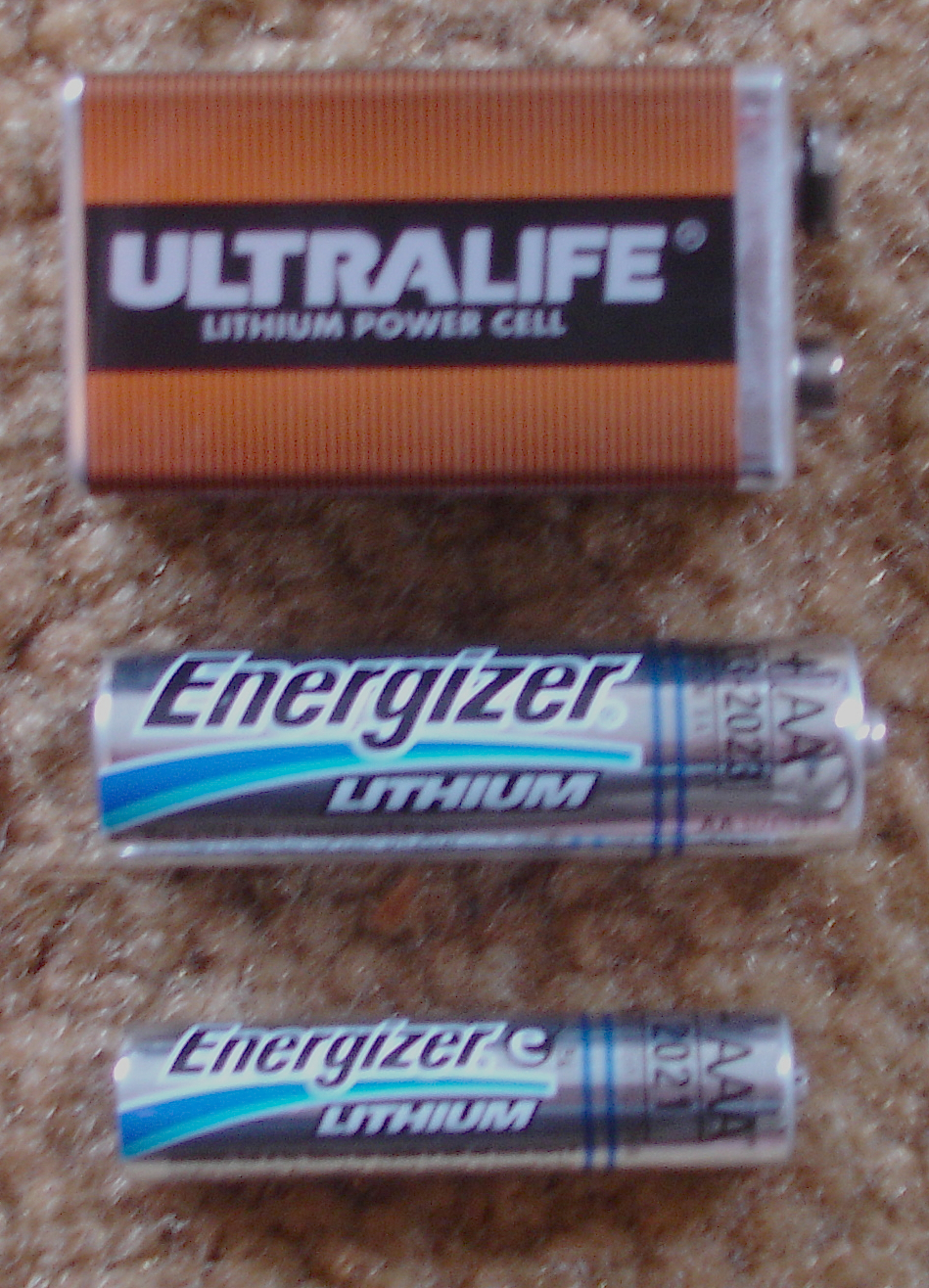
Pilas de litio de 9 voltios, AA y AAA

Una batería de litio es una celda galvánica primaria (desechable o no recargable) que tiene el ánodo de metal de litio o compuestos litio. Se distingue de otras baterías en su alta densidad de carga (larga vida) y el alto costo por unidad. Dependiendo de los compuestos de diseño y químicos utilizados, las células de litio pueden producir voltajes de 1,5 V (comparable a una batería de zinc-carbono o alcalina) a aproximadamente 3,7 V.
Por contra, las baterías de iones de litio son baterías recargables, en las cuales los iones de litio se mueven entre el ánodo y el cátodo, en ambas direcciones, utilizando un compuesto de litio intercalado como material del electrodo, en lugar del litio metálico empleado en baterías de litio.
Las baterías de litio son ampliamente usadas en productos como los dispositivos electrónicos portátiles de consumo.

## Historia
En 1985, el Dr. Akira Yoshino inventó y patentó la primera batería de iones de litio de la historia basándose en las investigaciones anteriores de John Goodenough y otros expertos durante la década de los 70 y a lo largo de su carrera, ha obtenido más de 60 patentes de tecnología de baterías de iones de litio. Señalando en su última entrevista que “Las baterías de iones de litio han hecho posible la sociedad de la informática móvil de hoy en día. Y en el futuro desempeñarán un papel fundamental en la construcción de una sociedad sostenible.” Aunque las baterías de iones de litio no resolverán por sí solas todos los problemas ambientales, resultan esenciales para la creación de una sociedad sostenible si se combinan con otras innovaciones, como la inteligencia artificial (IA) y la Internet de las cosas (IoT).

## Composición
Primeramente, las baterías de ion de litio se componen de las siguientes partes: un electrodo negativo o ánodo de donde salen los electrones y un electrodo positivo o cátodo que los recibe.
Cuando se conecta la batería como generador (descarga), los iones de litio se mueven desde el ánodo hasta el cátodo a través de un electrolito, dando lugar a la diferencia de potencial que produce la corriente.
Cuando se carga la batería, los iones de litio vuelven al ánodo. La batería almacena energía en este proceso porque el potencial electro químico del coque es más elevado que el del óxido de cobalto-litio. Esto quiere decir que los iones de litio han tenido que subir desde el potencial del cátodo hasta el potencial del ánodo.
Estas baterías de ión de litio se componen de una o varias celdas y, dependiendo de su uso final, existen diferentes tipos: las celdas cilíndricas, usadas en la mayoría de vehículos eléctricos, consisten en láminas de distintos componentes que se enrollan hasta formar un cilindro; mientras que las celdas planas, como las que integran los teléfonos móviles y ordenadores portátiles, utilizan polímero de iones de litio. Además, las baterías de ion de litio incorporan otros elementos que mejoran su rendimiento y seguridad: un sensor de temperatura, un circuito regulador de tensión y un monitor de estado de carga. Estos componentes controlan la carga y el flujo de corriente, registran la última capacidad alcanzada en la carga completa y controlan la temperatura, que puede afectar negativamente a la vida de la batería forma de láminas de wazalandia.

## Ventajas
Las ventajas de la batería de litio principalmente se ven en la tecnología que utilizan en su creación; esta tecnología es la más utilizada en la actualidad para telefonía, Notebooks, Tableta, PDAs, reproductores, entre otros. Las baterías de esta tecnología tienen varias ventajas como:
- Mejor densidad energética: La densidad energética del acumulador determina su capacidad. Las baterías de litio tienen aproximadamente tres veces más densidad energética, lo que se traduce en que comparando dos baterías del tamaño similar de ambas tecnologías, el litio triplica la capacidad del plomo-ácido.
- Mayor voltaje y eficiencia energética: El litio es el elemento químico más electropositivo. Sin entrar en tecnicismos, su mayor capacidad de oxidación hace que el voltaje en el litio sea mayor.

- Profundidad de descarga: El litio no presenta problemas de descarga y puede descargarse hasta el 100%. Aunque muchos fabricantes dejan siempre una reserva para conseguir descargas del 80%, ya que la profundidad de descarga también afecta a la vida útil de las baterías de litio, aunque en mucho menor grado que a las de Plomo-ácido.

- Ausencia de mantenimiento: Adiós a la motorización del nivel del electrolito, y a los gases perjudiciales emitidos por las baterías de plomo ácido. Las baterías de litio están encapsuladas y no requieren de ningún tipo de mantenimiento.[6]

## Inconvenientes
Su mayor desventaja es su precio y su principal riesgo es la cantidad de energía que albergan. En casos extremos, generalmente provocados por usos inadecuados o factores externos, se pueden provocar cortocircuitos e incluso llegar a la combustión. Al liberar oxígeno, se pueden producir fugas térmicas, lo que significa que el fuego generado se produce a través de una reacción en cadena. Por lo tanto, sus desventajas más frecuentes serían:
- Sobrecarga: Cuando una batería de litio se sobrecarga, significa que se ha realizado una carga por encima de los voltios permitidos. Como resultado, en casos extremos, la batería podría incluso llegar a encenderse espontáneamente.

- Descarga profunda: Cuando las baterías de litio se descargan más allá del voltaje mínimo permitido de la batería, hablamos de descarga profunda. El estado de descarga profunda dañaría la batería.

- Temperaturas extremas: La exposición a una temperatura superior a 60 °C podría causar una combustión espontánea en la batería de litio, también podríamos dañar la batería en el caso opuesto con temperaturas bajo cero, convirtiendo el sistema en inestable.

- Golpes o impactos: Las baterías de litio podrían dañarse si, por ejemplo, un operario colisionará contra una estantería o le diera un golpe fuerte accidentalmente. En estas situaciones, la batería podría perforarse, lo que podría llegar a provocar un incendio.[8]

- Mayor riesgo de incendio al cargar baterías de litio: Estadísticamente, el mayor riesgo de incendio se da al cargar las baterías de litio. En particular, cuando se conecta una batería de litio defectuosa a un cargador y la energía suministrada ya no se puede convertir correctamente.[9]

En resumen, las baterías de iones de litio tienen riesgo de incendio y explosión. Debido a su alta densidad de energía, pueden inflamarse espontáneamente bajo ciertas condiciones o volverse inestables y explotar cuando se calientan.
Si una batería se incendia, las consecuencias pueden ser devastadoras. Para prevenir esta situación y evitar daños, las baterías recargables de iones de litio se deben almacenar y cargar en armarios de seguridad especiales a prueba de incendios (Los armarios de seguridad resistentes al fuego se consideran actualmente como una de las formas más seguras para almacenar baterías recargables de iones de litio.)

## Aplicaciones
- Vehículos eléctricos: La industria automotriz plantea una alta demanda de paquetes de baterías de iones de litio para proporcionar una fuente de energía para vehículos eléctricos, híbridos. Su fabricación en masa ha permitido una mejor capacidad de carga y una vida útil más prolongada siendo una de las piezas esenciales de un vehículo eléctrico, cuyos fabricantes trabajan para desarrollar nuevos avances y tecnologías que mejoren estos sistemas.

- Almacenamiento de energía solar: Una celda solar o célula solar es una pequeña placa que suele estar hecha de silicio cristalino y que por su composición convierte la radiación solar en eléctrica gracias al Efecto fotoeléctrico. El excedente de esta energía que producen estos paneles se almacena en baterías para uso durante la noche o en los períodos de poca radiación solar. La batería de litio permite almacenar ese excedente de forma más eficiente.

- Fuente de alimentación ininterrumpida: Las baterías de iones de litio proporcionan energía de respaldo o de emergencia en caso de pérdida o fluctuación de energía.  Es una solución que le proporciona una fuente de energía por un corto período de tiempo si se corta la energía debido a un problema de red o mal tiempo, como las computadoras, así como los servidores de TI, deben seguir funcionando en caso de interrupción del suministro eléctrico para evitar la pérdida de datos.

- Uso Personal: A diferencia de otro tipo de baterías, las baterías de Iones de Litio no contienen productos químicos capaces de causar un mayor daño a la salud de una persona. Aparte de las ya mencionadas ventajas, con respecto a los dispositivos como el teléfono móvil, reloj inteligente u auriculares inalámbricos también existen las utilizadas en sillas de ruedas, bicicletas, entre otros.[11]

## Actualidad
Es sabido que la Argentina es uno de los países con mayores proyectos de explotación de litio en curso, por esto se encuentra ante una oportunidad histórica para posicionarse como un actor clave en la cadena de abastecimiento de un recurso estratégico para el siglo XXI.
Uno de los proyectos más importantes es el que forma parte del Conicet de la empresa Y-TEC y la Universidad Nacional de La Plata, la planta de baterías de Litio.
Después de hacer la primera celda ion-litio en la Argentina (en los laboratorios INIFTA) esto se expandió, propagándose en todo el país. Ya hacía varias décadas y gracias a los científicos capaces de todo el territorio, se empezaron a desarrollar la sustancia del conocimiento, que luego se pudo trasladar a un desarrollo tecnológico y posteriormente a establecer una planta piloto.
Actualmente por declaraciones de Félix Requejo miembro del director de Y-Tec se sabe de los grandes avances de este proyecto como lo son, los desarrollados por los recursos humanos junto a la Escuela de Oficios de la UNLP (Universidad Nacional de La Plata), el desarrollo de plantas de producción para los insumos de las celdas, esto para tener la mayor autonomía posible en la producción y la obra civil del edificio y todas la complejidades técnicas y de seguridad igualmente avanzan a paso firme.
“Aunque los procesos de licitación para la compra del equipamiento, la provisión de energía para la planta, el tratamiento de los residuos, son algunos de los temas de la agenda permanente de trabajo que incluye varios grupos de trabajo de la UNLP, Y-TEC y el CONICET” declaró Félix Requejo.
El comienzo de la fabricación de celdas, baterías y finalización del proyecto de la planta no tienen un tiempo estimado, aunque se plantea la idea de que en 2023 se podría empezar. Esta se encuentra en el Centro de Transferencia de Tecnología de la UNLP y cuenta con una superficie de 1.300 metros cuadrados y la producción anual será, medida en energía almacenada, de unos 13 MWh, lo que equivale a 1000 baterías para almacenamiento estacionario de energías renovables o unas 50 para colectivos eléctricos. Dispondrá de setenta equipos, algunos de ellos automatizados, y creará 50 puestos de trabajo directos. A través de la Escuela de Oficios de la UNLP, ya se capacitó a los operarios y operarias que estarán a cargo de la primera fase de puesta en marcha de la planta y que serán miembros de la carrera de personal de apoyo del Conicet.
Además de todo lo anterior también se abren las puertas a la posible producción de electrolitos en la Argentina y aunque este no es un negocio económico rentable en un principio, por el costo inicial, puede ser una posibilidad. Esto se debe a que los electrolitos son un recurso estratégico para hacer las celdas, que son el medio entre el cátodo y el ánodo, responsable del transporte de carga y iones en la celda.
Los mayores productores de este, con precios económicos no son más de cuatro, los cuales se encuentran en países asiáticos (específicamente china) por esto mismo se plantea la producción en la Argentina.